# Hilimbowo (Ulugawo)
Hilimbowo is een bestuurslaag in het regentschap Nias van de provincie Noord-Sumatra, Indonesië. Hilimbowo telt 1586 inwoners (volkstelling 2010).